# Pescado sostenible

Producción mundial total de la captura de peces salvajes y la acuicultura en millones de toneladas, según datos de la FAO hasta 2010.

Se denomina pescado sostenible a aquellos productos del mar (pescado y marisco) tanto provenientes de la pesca como de granjas que pueden mantener o incrementar su producción en el futuro sin afectar en forma negativa a los ecosistemas de los cuales se extraen. El movimiento a favor del pescado sostenible ha ganado impulso conforme más personas han comprendido los riesgos para el medio ambiente de la sobrepesca y los métodos de pesca destructivos.